# 西光寺野台地
西光寺野台地（さいこうじのだいち）は二級河川・市川本流と同支流の平田川に挟まれた兵庫県姫路市の船津、山田、豊富地区および神崎郡福崎町の田原、八千種地区にまたがる、馬の背の形をした400haの台地である。

## ため池群

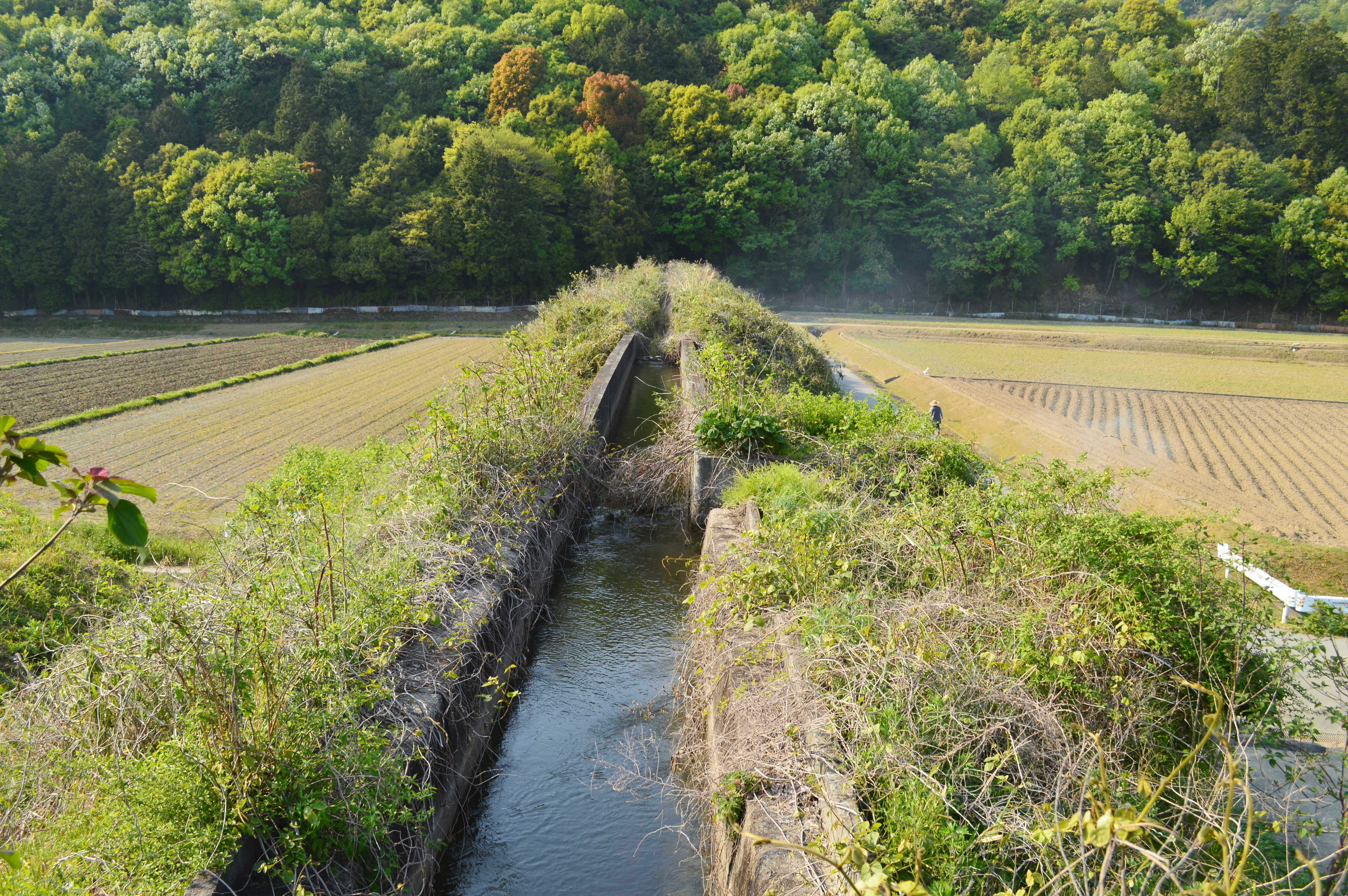
西光寺野疏水（福崎町西田原付近）

かつては姫路藩の狩場で、姫路藩主酒井忠学の家老・河合道臣が田原・亀坪谷に溜池を構築して、田原・船津の一部分を開拓したが再度の災害で崩壊し放置された。丘陵の麓も河岸段丘なため十分な水利権が得られず、畑作や放牧が行われていた。明治時代に、西光寺野に灌漑用水を引くため調査された結果、水源を保喜山を隔てた北方の神崎郡瀬加村（現市川町）の岡部川より取水し、1910年（明治43年）に水利組合設立、翌年耕地整理組合を設立し11月に着工、1914年（大正3年）に疏水が「長池」まで完成し通水され完成した。、総延長8.8㎞、幅1.2～1.5用水路やの隧道8ｹ所水路橋5ｹ所の疏水が造られや、桜池、長池、西ヶ首池、奥池、釜ヶ尾池、焼野池等の大小のため池の整備を行い、これらの施設により200万m3を超える貯水量で、300ha以上の台地の灌漑を行っている。
2010年（平成22年）3月25日に西光寺野台地のため池群として農林水産省のため池百選に選定された。

## 交通の要所
明治時代には生野銀山と飾磨港を結ぶ銀の馬車道が開通し、台地の開拓の気運を高め、現在も中国自動車道および播但連絡道路が台地を東西南北に分断し福崎JC・ICがある交通の要所である。

## 特記事項
2008年（平成20年）には、ため池群や疏水路が西光寺野疏水路関連遺産として近代化産業遺産の認定を受けた。
毎年台地の疏水やため池、「いぶし瓦」工場などの史跡を巡る「銀の馬車道ため池ウォーキング」が開催されていて、日常も市民のウォーキングやジョギングのコースにもなっている。

## 交通
- 播但線福崎駅・溝口駅
- 兵庫県道218号西田原姫路線 - 並走